# Pongini
Pongini – plemię ssaków naczelnych z podrodziny orangowatych (Ponginae) w obrębie rodziny człowiekowatych (Hominidae).

## Podział systematyczny
Do plemienia zaliczany jest jeden współcześnie występujący rodzaj:
- Pongo Lacépède, 1799 – orangutan

Opisano również rodzaje wymarłe:
- Khoratpithecus Chaimanee, Suteethorn, Jintasakul, Vidthayanon, Marandat & Jaeger, 2004[10]
- Langsonia Schwartz, Long The Vu, Cuong Lan Nguyen, Kha Trung Le & Tattersall, 1995[11] – jedynym przedstawicielem był Langsonia liquidens Schwartz, Long The Vu, Cuong Lan Nguyen, Kha Trung Le & Tattersall, 1995